# Adisura purgata
Adisura purgata là một loài bướm đêm trong họ Noctuidae.